# Monze (Aude)
Monze (okzitanisch Monza) ist eine französische Gemeinde mit 243 Einwohnern (Stand 1. Januar 2022) im Département Aude in der Region Okzitanien. Sie gehört zum Arrondissement Carcassonne und zum Kanton La Montagne d’Alaric.

## Lage
Monze liegt am Flüsschen Bretonne, das zur Aude entwässert. Nachbargemeinden sind Floure im Osten, Val-de-Dagne mit Pradelles-en-Val im Südosten, Fajac-en-Val im Süden und Montirat im Nordwesten.

## Bevölkerungsentwicklung
| Jahr      | 1962 | 1968 | 1975 | 1982 | 1990 | 1999 | 2013 |
| Einwohner | 191  | 162  | 153  | 144  | 166  | 193  | 210  |

## Sehenswürdigkeiten
- Tour Carbonac
- Tour de l‘Horloge
- Der Dolmen de la Madeleine d’Albesse ist eine Galeriegrab östlich von Monze.

## Einzelnachweise

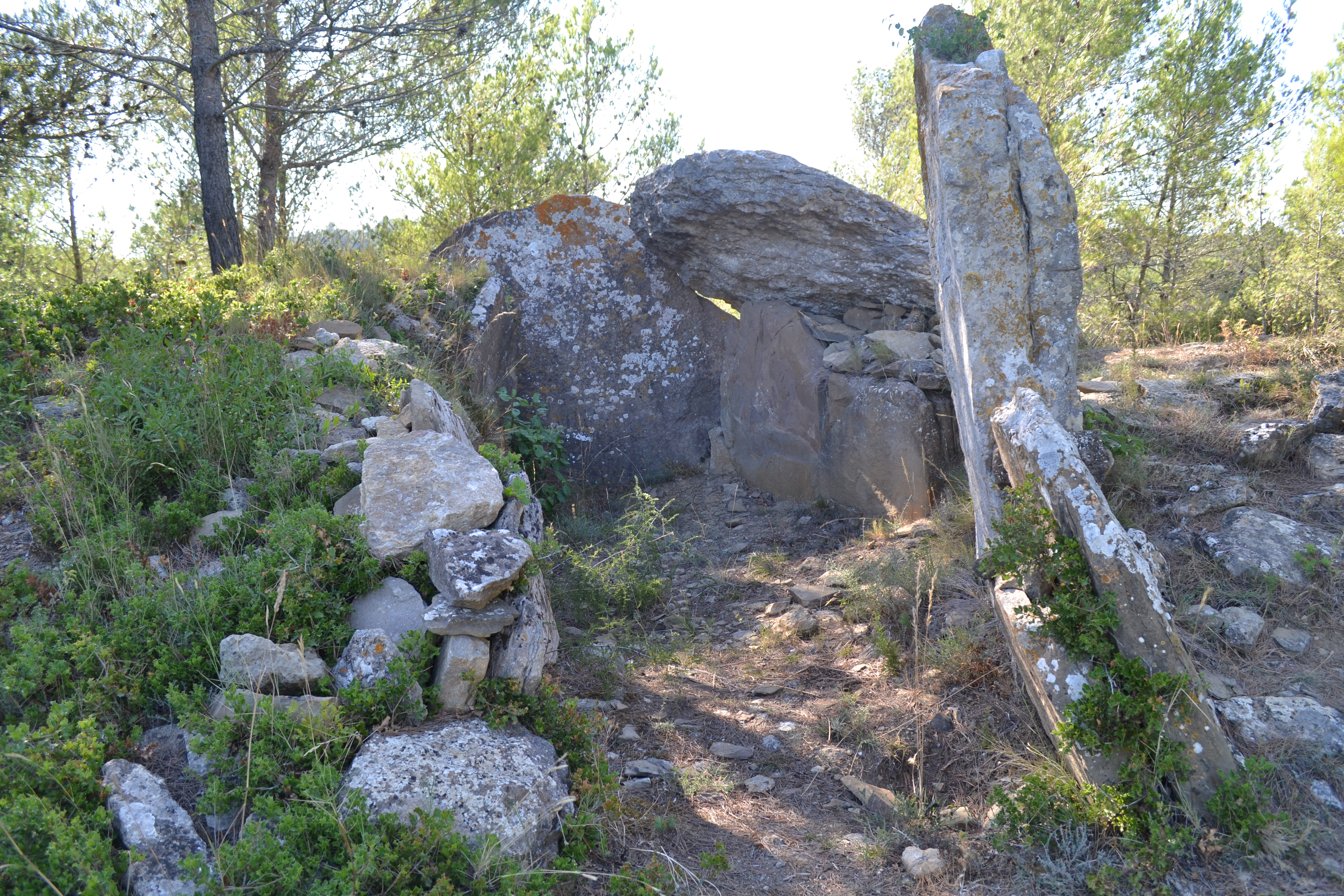
Dolmen de la Madeleine d’Albesse